# Parque nacional natural de Karmeliukove Podillia

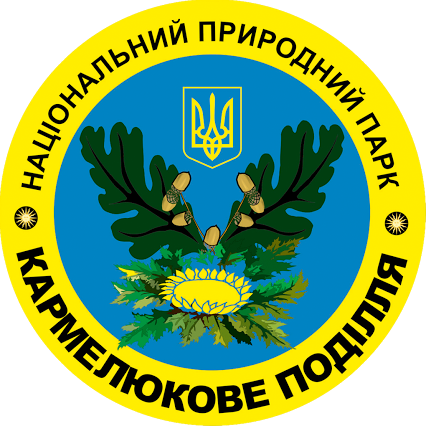
Logo del Parque natural nacional de Karmeliukove Podillia

El Parque nacional de Karmeliukove Podillia (en ucraniano: Кармелюкове Поділля) se encuentra en las laderas boscosas del sur del macizo cristalino de Ucrania, en el sudoeste del país. Está ubicado en los distritos administrativos (raión) de Trostianets y Chechelnyk, en el Óblast de Vínnytsia y en la parte sudeste de la histórica Podolia. Tiene una extensión de 202 km², de los que 165,18 km² fueron cedidos por la empresa de silvicultura estatal Chechelnitsky. Fue fundado el 16 de diciembre de 2009.

## Historia
El parque natural nacional fue creado de acuerdo con el decreto del entonces presidente de Ucrania, Víktor Yúshchenko, el 16 de diciembre de 2009, para la conservación, restauración y uso sostenible de sus complejos naturales e histórico-culturales, únicos del sur de Podolia, que tienen importantes aspectos ambientales, valor científico, histórico, cultural, estético, recreativo y curativo. 

## Vegetación y zonas de interés
En el parque se han encontrado diversas asociaciones de plantas entre las que destacan la asociación de carpe y haya, y la de Quercetea pubescentis, formada básicamente por robles.
El parque de naturaleza nacional también incluye varios objetos del fondo de conservación de la naturaleza ucraniano.
- Zakáznik botánico de "Brytavsky" (importancia nacional)
- Monumento natural botánico del "barranco de Tereshchuk" (importancia nacional)
- Monumento natural botánico de "Romashkovo" (importancia nacional)
- Otros